# Joseph O’Sullivan

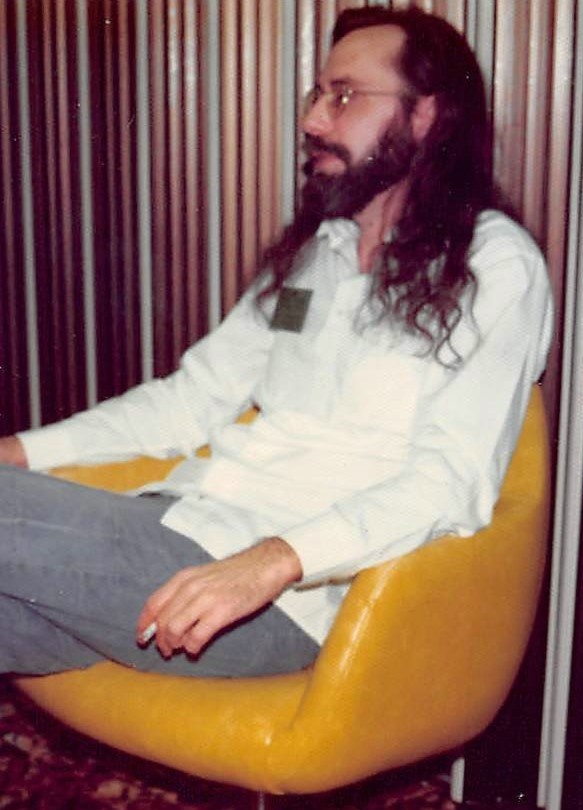
Joseph o´Sullivan 1978

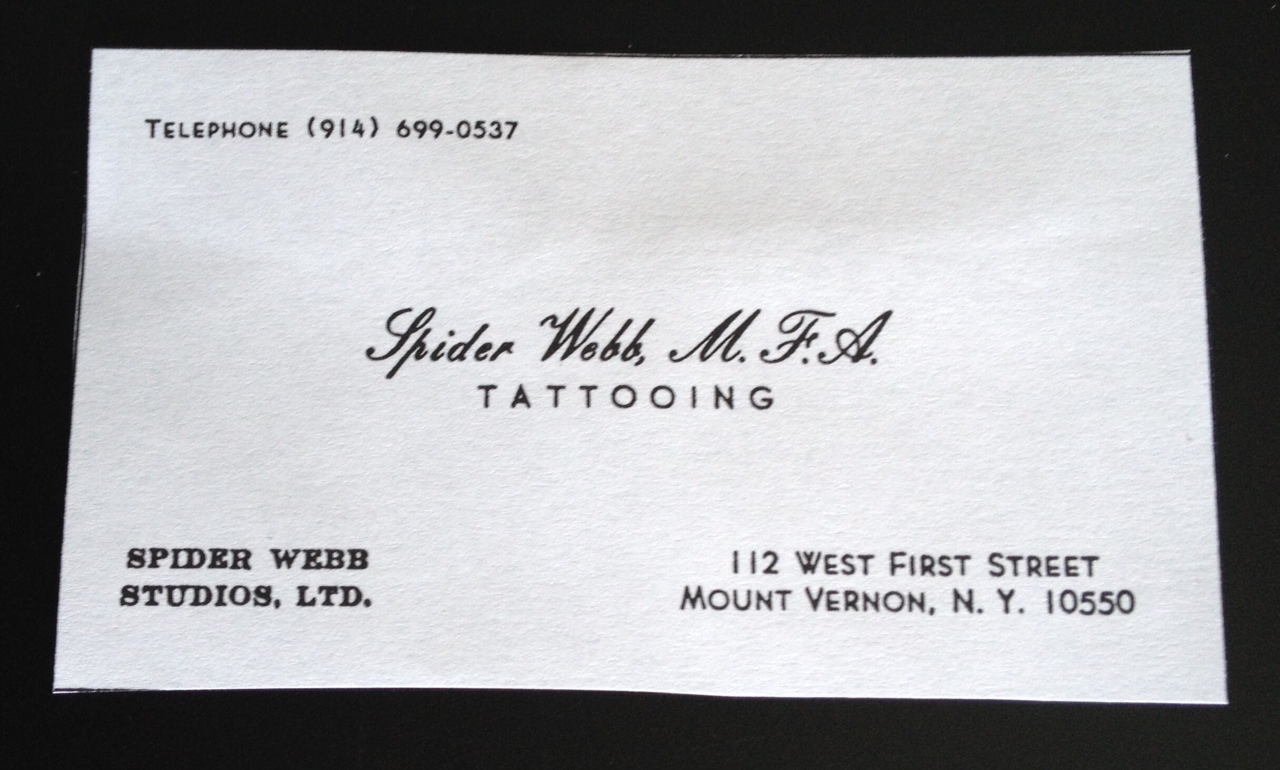
Visitenkarte von Spider Webb aus dem Jahr 1977

Joseph Patrick O’Sullivan (* 3. März 1944 in New York City New York; † 2. Juli 2022 in Asheville, North Carolina), Pseudonym Spider Webb, war ein US-amerikanischer Tätowierer, Künstler und Fachbuchautor.

## Leben
O’Sullivan kam in der Bronx zur Welt, studierte Kunst an der Art Students League sowie an der American Art School in New York City und schloss mit einem Bachelor der Bildenden Künste ab. Im Anschluss legte er die Prüfungen zum Master of Fine Arts an der Universität von Guanajuato ab.  O’Sullivan betrieb seit Mitte der 1960er Jahre ein Tattoo-Studio in New York, hielt internationale Vorträge und seine Kunstwerke sind in Galerien und Museen auf der ganzen Welt ausgestellt.
Joseph O’Sullivan starb am 2. Juli 2022 in seinem Zuhause in Asheville und hinterließ seine Frau Sharon O’Sullivan.

## Kunst
Als Spider Webb war O’Sullivan auch mit Tattoo-Performance-Kunst beschäftigt, darunter The Vampire's Kiss, und vor allem X-1000. Im Rahmen dieser Konzeptkunstaktion tätowierte er 1977 auf 1000 Menschen ein kleines X und dann 1000 X's auf eine Person. Dokumentiert durch den Fotografen Charles Gatewood und in einem limitierten Aktionskatalog publiziert.

„Er gehörte zu einer Generation, die das Tätowieren zu einer ernstzunehmenden Kunstform machte. Er setzte sich dafür ein, dass das Verbot in New York aufgehoben wurde, und verhalf dieser Form zu mehr Akzeptanz.“

## Werke (Auswahl)
- Spider Webb's Classic Tattoo Flash, Book 2. Schiffer Pub Co 2008, ISBN 0-764-33079-9.
- Spider Webb's Classic Tattoo Flash, Book 1. Schiffer Pub Co 2008, ISBN 0-764-33078-0.
- Flash Dragons: The Art of Spider Webb. Schiffer Pub Co 2006, ISBN 0-764-32559-0.
- Tattooed Women. Schiffer Pub Co 2007, ISBN 0-764-31540-4.
- Historic Flash. Schiffer Pub Co 2002, ISBN 0-764-31606-0.
- Military Flash. Schiffer Pub Co 2002, ISBN 0-764-31538-2.
- Pushing Ink: The Fine Art of Tattooing. Schiffer Pub Co 2001, ISBN 0-764-31539-0.

## Filmografie
- 2008: Captured (Dokumentation)
- 2006: Tattoo Fixation (Fernsehdokumentation)
- 1988: Tattoo Vampire (Video)
- 1975: SOS: Screw on the Screen